# Sierściuch
Sierściuch (Tarsomys) – rodzaj ssaków z podrodziny myszy (Murinae) w obrębie rodziny myszowatych (Muridae).

## Rozmieszczenie geograficzne
Rodzaj obejmuje gatunki występujące endemicznie na filipińskiej wyspie Mindanao.

## Morfologia
Długość ciała (bez ogona) 127–179 mm, długość ogona 104–158 mm, długość ucha 17–29 mm, długość tylnej stopy 19–34 mm; masa ciała 65–93 g. Szczury o umiarkowanej wielkości z krępą budowa ciała. Tylne łapy długie i smukłe, z 6 opuszkami kończynowymi; pazury są długie i mocne. Sierść jest krótka i szorstka lub długa i miękka, na grzbiecie brązowo-szara, mahoniowo-brązowa lub czarnobrązowa, zaś na brzuchu szarawo-biała lub od średnio do ciemnobrązowej. Stopy niepigmentowane, brązowe lub ciemnobrązowe na górze i dole. Ogon jednokolorowy lub nieco jaśniejszy na spodniej stronie. Samice posiadają 6 gruczołów mlekowych − 1 para podpachowa i 2 pary pachwinowe.

## Systematyka
Rodzaj zdefiniował w 1905 roku amerykański ornitolog Edgar Alexander Mearns w artykule zatytułowanym „Opisy nowych rodzajów i gatunków ssaków z filipińskich wysp”, opublikowanym w czasopiśmie Proceedings of the United States National Museum. Gatunkiem typowym jest (oryginalne oznaczenie) sierściuch ciemny (T. apoensis). 

### Etymologia
Tarsomys: gr. ταρσος tarsos ‘stęp’; μυς mus, μυος muos ‘mysz’.

### Podział systematyczny
Do rodzaju należą następujące gatunki:
| Grafika | Gatunek             | Autor i rok opisu                                      | Nazwa zwyczajowa     | Podgatunki         | Rozmieszczenie geograficzne                                                   | Podstawowe wymiary                                 | Status IUCN |
| ------- | ------------------- | ------------------------------------------------------ | -------------------- | ------------------ | ----------------------------------------------------------------------------- | -------------------------------------------------- | ----------- |
|         | Tarsomys orientalis | Rickart, Rowsey, Ibañez, Quidla, Balete & Heaney, 2024 |                      | gatunek monotypowy | góra Kampalili; zakres wysokości: 1470–1900 m n.p.m.                          | DC: około 12,7 cm DO: około 10,4 cm MC: około 69 g | NE          |
|         | Tarsomys apoensis   | Mearns, 1905                                           | sierściuch ciemny    | gatunek monotypowy | góry Malindang, Kitanglad i Apo; zakres wysokości: 1550–2800 m n.p.m.         | DC: 13,5–15,6 cm DO: 11,6–12,6 cm MC: 65–72 g      | LC          |
|         | Tarsomys echinatus  | Musser & Heaney, 1992                                  | sierściuch kolczasty | gatunek monotypowy | niziny wokół gór Kitanglad i Matutum; zakres wysokości: poniżej 1300 m n.p.m. | DC: 14,5–17,9 cm DO: 12–15,8 cm MC: około 93 g     | VU          |

Kategorie IUCN:  LC  – gatunek najmniejszej troski,  VU  – gatunek narażony;  NE  – gatunki niepoddane jeszcze ocenie.